# Шупера
Шупера је бивше насељено место у саставу града Цриквенице, Приморско-горанска жупанија, Република Хрватска.

## Историја
До нове територијалне организације налазила се у саставу бивше велике општине Цриквеница. Насеље је на попису 2001. године укинуто и припојено насељу Цриквеница.

## Становништво
На попису становништва 1991. године, насељено место Шупера је имало 466 становника, следећег националног састава:
| Попис 1991.‍  | Попис 1991.‍  | Попис 1991.‍ | Попис 1991.‍ | Попис 1991.‍ |
| ------------ | ------------ | ----------- | ----------- | ----------- |
|              |              |             |             |             |
| Хрвати       | Хрвати       |             | 347         | 74,46%      |
| Срби         | Срби         |             | 42          | 9,01%       |
| Југословени  | Југословени  |             | 38          | 8,15%       |
| Муслимани    | Муслимани    |             | 19          | 4,07%       |
| Словенци     | Словенци     |             | 2           | 0,42%       |
| Мађари       | Мађари       |             | 1           | 0,21%       |
| Чеси         | Чеси         |             | 1           | 0,21%       |
| неопредељени | неопредељени |             | 7           | 1,50%       |
| непознато    | непознато    |             | 9           | 1,93%       |
| укупно: 466  |              |             |             |             |